# رویسی
رویسی (به لاتین: Ruisi) یک منطقهٔ مسکونی در گرجستان است که در شهرداری کارلی واقع شده‌است. رویسی ۵٬۱۳۹ نفر جمعیت دارد و ۶۷۰ متر بالاتر از سطح دریا واقع شده‌است.